# Panara (ort i Indien)
Panara är en ort i Indien.   Den ligger i distriktet Chhindwāra och delstaten Madhya Pradesh, i den centrala delen av landet, 700 km söder om huvudstaden New Delhi. Panara ligger 791 meter över havet och antalet invånare är 4 096.
Terrängen runt Panara är platt åt sydost, men åt nordväst är den kuperad. Terrängen runt Panara sluttar söderut. Runt Panara är det tätbefolkat, med 257 invånare per kvadratkilometer. Närmaste större samhälle är Jāmai, 4,3 km öster om Panara. Trakten runt Panara består till största delen av jordbruksmark.